# Deutsche Badmintonmeisterschaft 1994
Die Deutsche Badmintonmeisterschaft 1994 fand vom 3. bis zum 6. Februar 1994 in Ulm statt.

## Medaillengewinner
| Disziplin    | Gold                                                                       | Silber                                                             | Bronze                                                                      |
| ------------ | -------------------------------------------------------------------------- | ------------------------------------------------------------------ | --------------------------------------------------------------------------- |
| Herreneinzel | Oliver Pongratz (FC Langenfeld)                                            | Michael Helber (SV Fortuna Regensburg)                             | Markus Keck (SV Fortuna Regensburg)                                         |
| Herreneinzel | Oliver Pongratz (FC Langenfeld)                                            | Michael Helber (SV Fortuna Regensburg)                             | Björn Siegemund (SV Fortuna Regensburg)                                     |
| Dameneinzel  | Nicole Baldewein (OSC Düsseldorf)                                          | Stefanie Müller (TSV Neuhausen-Nymphenburg)                        | Andrea Findhammer (VfL 93 Hamburg)                                          |
| Dameneinzel  | Nicole Baldewein (OSC Düsseldorf)                                          | Stefanie Müller (TSV Neuhausen-Nymphenburg)                        | Nicole Grether (SSV Heiligenwald)                                           |
| Herrendoppel | Uwe Ossenbrink (TuS Wiebelskirchen) Kai Mitteldorf (FC Bayer 05 Uerdingen) | Michael Keck (FC Langenfeld) Stephan Kuhl (OSC Düsseldorf)         | Markus Keck (SV Fortuna Regensburg) Michael Helber (SV Fortuna Regensburg)  |
| Herrendoppel | Uwe Ossenbrink (TuS Wiebelskirchen) Kai Mitteldorf (FC Bayer 05 Uerdingen) | Michael Keck (FC Langenfeld) Stephan Kuhl (OSC Düsseldorf)         | Thomas Berger (SSV Heiligenwald) Björn Siegemund (TTC Brauweiler 1948)      |
| Damendoppel  | Nicole Baldewein (OSC Düsseldorf) Karen Stechmann (FC Langenfeld)          | Katrin Schmidt (TuS Wiebelskirchen) Kerstin Ubben (OSC Düsseldorf) | Anne-Katrin Seid (SV Fortuna Regensburg) Andrea Findhammer (VfL 93 Hamburg) |
| Damendoppel  | Nicole Baldewein (OSC Düsseldorf) Karen Stechmann (FC Langenfeld)          | Katrin Schmidt (TuS Wiebelskirchen) Kerstin Ubben (OSC Düsseldorf) | Sandra Beißel (TTC Brauweiler 1948) Nicole Grether (SSV Heiligenwald)       |
| Mixed        | Michael Keck Karen Stechmann (FC Langenfeld)                               | Stephan Kuhl (TuS Wiebelskirchen) Kerstin Ubben (OSC Düsseldorf)   | Robert Neumann (FC Langenfeld) Anne-Katrin Seid (SV Fortuna Regensburg)     |
| Mixed        | Michael Keck Karen Stechmann (FC Langenfeld)                               | Stephan Kuhl (TuS Wiebelskirchen) Kerstin Ubben (OSC Düsseldorf)   | Kai Mitteldorf (FC Bayer 05 Uerdingen) Katrin Schmidt (TuS Wiebelskirchen)  |